# Pleasure Bend
Pleasure Bend es un lugar designado por el censo ubicado en la parroquia de St. John the Baptist en el estado estadounidense de Luisiana. En el Censo de 2010 tenía una población de 250 habitantes y una densidad poblacional de 22,83 personas por km².

## Geografía
Pleasure Bend se encuentra ubicado en las coordenadas 29°55′20″N 90°38′28″O / 29.92222, -90.64111. Según la Oficina del Censo de los Estados Unidos, Pleasure Bend tiene una superficie total de 10.95 km², de la cual 10.73 km² corresponden a tierra firme y (1.99%) 0.22 km² es agua.

## Demografía
Según el censo de 2010, había 250 personas residiendo en Pleasure Bend. La densidad de población era de 22,83 hab./km². De los 250 habitantes, Pleasure Bend estaba compuesto por el 96.8% blancos, el 2.4% eran afroamericanos, el 0.4% eran amerindios, el 0% eran asiáticos, el 0% eran isleños del Pacífico, el 0% eran de otras razas y el 0.4% pertenecían a dos o más razas. Del total de la población el 3.2% eran hispanos o latinos de cualquier raza.